# Clube de Golfe de Brasília
O Clube de Golfe de Brasília é um clube de golfe localizado na cidade de Brasília, no Distrito Federal, e é considerado patrimônio material da cidade.

## História
O Clube de Golfe de Brasília foi planejado desde a fundação da cidade de Brasília, estando no Plano Piloto de Brasília, concebido pelo arquiteto e urbanista Lúcio Costa, reservando um espaço no distrito para o mesmo. A sua fundação oficial datou-se de 11 de março de 1964, quando foi inaugurado como uma organização sem fins lucrativos. O arquiteto responsável pelo design do espaço foi o norte-americano Robert Trent Jones, sendo um dos únicos dois campos projetados por este homem na América Latina.
O campo possui as dimensões de 6 788 jardas e par 72, com dezoito buracos e a distribuição feita da forma clássica, abrigando dois pares 3 e dois pares 5. O buraco mais famoso do campo é o de número 8 e par 3, o qual rodeia ao Lago Paranoá e possui 210 jardas de comprimento.
O Clube de Golfe de Brasília é incluído no tombamento de Brasília, que foi realizado pelo Instituto do Patrimônio Histórico e Artístico Nacional (IPHAN) em conjunto com a UNESCO, o que o faz patrimônio imaterial da cidade de Brasília.
Atualmente, o clube conta com aproximadamente 1 000 associados. O espaço também é utilizado para shows e eventos da região.